# 西辻こずえ
西辻 こずえ（にしつじ こずえ、1978年9月6日 - ）は、日本の女優、理学療法士。大阪府堺市出身。劇団立身出世劇場の元座員である。2003年から2014年の期間は小柳こずえとして活動していた。

## 来歴・人物
- 長崎大学医療技術短期大学部理学療法学科、卒業。
- 趣味…日本舞踊（花柳流）・楊名時八段錦太極拳・バスケットボール・料理
- 資格…理学療法士（国家資格）・普通自動車免許・アドバンスドオープンウォーターダイビング・楊名時八段錦太極拳（準師範）・ピラティスインストラクター（BASI）

## 出演

### 映画
- SP THE MOTION PICTURE「野望篇」（2010年10月30日公開）
- SP THE MOTION PICTURE「革命篇」（2011年3月12日公開）
- 猫まんま
- 夢見ぬ少年
- コワバナJ 放課後の怪談3「命日」（2012年12月） - 主人公 沢田薫 役
- 戦慄ショートショート コワバナ 恐噺 コ・ワ・イ女「占い死」（2013年3月） - 主人公 牧田瑞穂 役
- 戦慄ショートショート コワバナ 恐噺 呪い「呪い代行」（2013年5月） - 小島久枝 役
- デス・トラップ 死神の法則「死の時刻表」（2013年9月） - 武田由美子 役
- 戦慄ショートショート コワバナ 恐噺 うしろにいますよ「豆腐」（2014年6月） - 主人公 佐川由美 役

### テレビドラマ

#### フジテレビ
- 久本ドラマ 〜殴る女〜（2004年10月14日） - 松本聖子 役
- 土曜プレミアム「裁判員制度スペシャルドラマ サマヨイザクラ」（2009年5月30日） - 新聞記者 役
- 世にも奇妙な物語 25周年スペシャル・春〜人気マンガ家競演編〜（2015年4月11日） - 担任の先生 役
- 痛快TV スカッとジャパン
  - #1 「自由研究代理戦争」（2014年10月20日） - 新井京子 役
  - #16「イヤミ課長の休日」（2015年4月20日） - タカシの母 役
  - #43「ハケンを見下すお局」（2016年1月18日） - 近藤美奈 役
  - #59「勘違いな教育ママ」（2016年6月13日） - 香川恵美 役（以降ボスママシリーズ）

#### テレビ朝日
- 警視庁継続捜査班（2010年7月〜9月） - 秋本祥子 役
- 相棒 season16 #10 元日スペシャル「サクラ」（2018年1月1日） - 上条沙紀 役

#### TBS
- 月曜ミステリー劇場「陰の季節（6）刑事」（2003年9月15日）
- ウルトラマンマックス・第11話「バラージの預言」（2005年09月10日） - 看護師・吉澤 役
- 太宰治物語（2005年10月11日）
- 渡る世間は鬼ばかり・第8シリーズ・第26話（2006年9月28日）
- ロング・ウェディングロード!〜東京vs大阪ワケアリ婚物語〜（2007年07月30日）
- 月曜ゴールデン「十津川警部シリーズ39・飛騨高山に消えた女」（2008年1月7日） - 白石ゆか 役
- 水戸黄門 第39部（2009年3月23日） - おけい 役

#### 朝日放送
- 部長刑事シリーズ
  - シンマイ。（2001年）
  - 警部補マリコ（2002年） - 美香 役

#### 日本テレビ
- ドラマ・コンプレックス「薔薇の微笑〜愛すれど心哀しく〜」（2006年7月4日） - 若月美也子 役

#### 毎日放送
- ドラマ30・ひとりじゃないの（2001年） - 仲居よっちゃん 役

#### NHK
- 時々迷々「バースデーの空」（2011年11月）
- 大!天才てれびくん（2012年5月）
- 鳴門秘帖 (2018年のテレビドラマ)（2018年） - お才

#### BSフジ
- 古寺名刹こころの百景（2013年）
- 酒旅〜そのSAKEに逢いにいく（2016年4月〜）

### 舞台
- 劇団立身出世劇場公演
  - 抱寝のヅーフ（2002年10月 伊丹AI・HALL/中野ザ・ポケット）
  - NOCTURN（2003年3月 HEP HALL）
- ろば2003（2003年11月 横須賀芸術劇場）
- スペクタクルガーデン「MUST EXIT DUST（2003年12月 銀座小劇場）
- 吉幾三特別公演
  - 母の子守唄（2004年7月 新宿コマ劇場）
  - お母ちゃんがいっぱい（2004年11月 中日劇場）
  - 俺も人の子あんた誰の子（2005年4月 新歌舞伎座）
- 喜劇 おためし遊ばせ 主婦の反乱（2005年9月〜10月 全国）
- 渡る世間は鬼ばかり（2006年1月 明治座）
- Yutaka&Toshimi show!show!show!（2006年6月 新宿コマ劇場）
- インナーチャイルド公演
  - アメノクニ/フルコトフミ（2007年1月 時事通信ホール）
  - ククリの空〜青ゐ鳥（2009年4月 時事通信ホール）
- 夫婦善哉（2007年5月 全国巡業） - 維康筆子 役
- 俺たちがドラマだ！〜てぃーんずぶるーす〜（2007年9月 ウッディーシアター中目黒）
- バーチゴ〜操縦不能な日常〜（2008年4月 池袋シアターグリーン）
- 月よりの侍（2009年1月 池袋シアターグリーン）
- ブレーメンの自由〜ゲーシェ・ゴットフリードの悲劇（2009年12月 MAKOTOシアター銀座） - ゲーシェ・ゴットフリード 役
- Doll〜なぜ苦しくても生きてるの〜（2010年5月 神楽坂シアターイワト）
- 喫茶店de2人芝居・タケシとコズエ「ウは宇宙の梅ゼリー」（2010年11月〜12月）
- 「MONPE」（2011年10月）
- 「雑種愛」（2011年11月）
- 「Kitchen〜糧（）〜」（2012年1月）
- 「旅立ち〜足寄より〜」（2013年2-4月 東京グローブ座他・劇中映像） - マリリン竹城 役
- キティママ社「劣化コピー」（2014年11月 表参道GROUND）

### CM
トヨタ、ダンロップ、JAバンク、AEON、アスザックフーズ、イソジン、NTTdocomo、三井不動産、他